# Kommissionen für Verkehr und Fernmeldewesen der Eidgenössischen Räte
Die Kommissionen für Verkehr und Fernmeldewesen der Eidgenössischen Räte (KVF) sind Sachbereichskommissionen des schweizerischen Parlaments.  Sowohl der Nationalrat als auch der Ständerat verfügen über eine Kommission für Verkehr und Fernmeldewesen. Sie werden mit KVF-N (Kommission für Verkehr und Fernmeldewesen des Nationalrats) und KVF-S (Kommission für Verkehr und Fernmeldewesen des Ständerats) abgekürzt.

## Aufgaben
Den beiden KVF sind durch die Büros folgende Sachbereiche der Bundespolitik zugewiesen:
- Schienenverkehr
- Strassenverkehr
- Zivilluftfahrt
- Schifffahrt
- Telekommunikation
- Service public (Grundversorgung und Marktregulation)
- Medien und Medienvielfalt
- Bundesnahe Betriebe (SBB, Post, Swisscom, Skyguide, SRG)
- Überwachung Post- und Fernmeldeverkehr

In diesen Sachbereichen haben die KVF folgende Aufgaben (Art. 44 ParlG):
- Sie beraten die ihnen durch das Büro zugewiesenen Geschäfte (insbesondere Entwürfe für Bundesgesetze und Bundesbeschlüsse, parlamentarische Initiativen, Motionen) vor und stellen ihrem Rat dazu Anträge.
- Sie verfolgen die gesellschaftlichen und politischen Entwicklungen, arbeiten bei politischem Bedarf eigene Vorschläge aus (insbesondere parlamentarische Initiativen oder Motionen der Kommission) und unterbreiten diese ihrem Rat.

## Zusammensetzung und Arbeitsweise
Die KVF-N hat 25, die KVF-S 13 Mitglieder, die auf Vorschlag der Fraktionen vom Büro des Rates zu Beginn der Legislaturperiode für eine Amtsperiode von vier Jahren gewählt werden. Ein an der Sitzungsteilnahme verhindertes Kommissionsmitglied kann sich für eine einzelne Sitzung durch ein anderes Ratsmitglied vertreten lassen. Ebenso wählen die Büros den Präsidenten und Vizepräsidenten für eine Amtsperiode von zwei Jahren.
Die KVF sind repräsentative Abordnungen ihres Rates, d. h., ihre Zusammensetzung richtet sich nach der Stärke der Fraktionen im Rat.
Anders als in einer parlamentarischen Demokratie stehen sich in den KVF nicht Regierungsmehrheit und Opposition gegenüber, sondern es bilden sich gemäss der Funktionsweise der schweizerischen Konkordanzdemokratie von Thema zu Thema wechselnde Mehrheiten. Die Stellung der KVF gegenüber der Regierung ist stark, weil die Regierung sich keiner Mehrheit sicher sein kann, sondern eine Mehrheit je nach Thema wieder neu suchen muss und dabei gelegentlich auch scheitert. Die KVF können unabhängig von der Regierung handeln, sind im Rat häufig erfolgreich mit Anträgen auf Änderung von Regierungsvorlagen oder mit eigenen, von der Regierung gelegentlich nicht unterstützten Vorlagen.
Die KVF-N hält in den Zwischenräumen zwischen den vier jährlichen ordentlichen Sessionen in der Regel jeweils zwei zweitägige Sitzungen ab, die KVF-S je eine zwei- und eine eintägige Sitzung. Dazu kommen bei Bedarf kürzere Sitzungen während der Sessionen.
Nach Art. 14 GRN und Art. 11 GRS können die KVF Subkommissionen einsetzen und diese mit einem Auftrag betrauen.